# Haguenau
Haguenau ([agˈno], německy Hagenau, alsasky Hàwenau) je město na východě Francie, čtvrté největší v Alsasku. Nachází se zhruba 25 kilometrů severně od Štrasburku nedaleko francouzsko-německých hranic a má 35 tisíc obyvatel.

## Historie
Nové město bylo založeno štaufskou dynastií v polovině románského 12. století. Byla zde císařská falc, oblíbené místo pobytu Štaufů včetně císaře Barbarossy – dnes je na místě falce jezuitská kolej. Roku 1164 obdrželo Haguenau městská práva a roku 1260 se stalo říšským městem, hlavním městem spolku Dekapolis. V roce 1354 vytvořila spolek deseti měst (Zehnstädtebund, Dekapolis) tehdy německá alsaská města Mülhausen, Colmar, Munster, Türkheim, Kaysersberg, Schlettstadt, Oberehnheim, Rosheim, Hagenau a Weißenburg, která řídil císařský zemský správce. Město patřilo do německé jazykové oblasti a na území Svaté říše římské. V prosinci 1201 se zde v rámci příprav na čtvrtou křižáckou výpravu (1202-1204) zrodil nápad na výpravu do Svaté země přes Konstantinopol – francouzský král Filip o tom přesvědčil velitele křižáků hraběte Bonifáce z Montferratu v souladu s plány zesnulého německého císaře Jindřicha VI., který měl ctižádost svrhnout byzantskou říši (papež nesouhlasil). Na schůzce byli možná i Benátčané, i když nápad nebyl jejich. Důsledkem schůzky bylo faktické zničení bašty křesťanství na Východě.
V 15. století byla v Haguenau rukopisná dílna – v Německu se obchodovalo s rukopisy již asi od roku 1350. Z podnětu Karla V. se zde roku 1540 konala haguenauská náboženská disputace, kde za stranu katolíků mluvil Eck, za protestanty Capito. Významná je gotická světská stavební aktivita:
- v bývalém fojtství-kancléřství, Ancienne Chancellerie (1486) – dnes le Musée Alsacien
- bývalá celnice, ancienne Douane z konce 15. století
- podkroví nemocnice z počátku 16. století (l'hôpital)
- podkroví farního kostela Saint-Georges (Friedrich Hammer v roce 1527)
- městské hradby

V roce 1925 mělo město 19 tisíc obyvatel. Byly zde přádelny a obchodovalo se s chmelem, dosud je střediskem výroby alsaského piva. Město zažilo během druhé světové války nálet amerických bombardérů.

## Památky a kultura
Farní kostel Saint-Georges z 12. století je nejdůležitější památkou města Haguenau. Je to trojlodní sloupová hala, patří do řady románských kostelů, kde se uplatnila nad křížením osmiboká věž, která pochází z roku 1523 a ve které visí dva nejstarší zvony v Alsasku pocházející z roku 1268. Tak jako ostatní stavby z doby vlády štaufských císařů (tzv. pozdně sálská architektura) má kostel žebrovou klenbu. Je to trojlodní bazilika s příčnou lodí z roku 1250, chórovým předstupněm a polokruhovými apsidami. V podélné lodi jsou střídavě realizovány pilíře a svazkovité polosloupy. Arkády s polokruhovým obloukem jsou z roku 1215, klenba chrámové lodi z roku 1609, ty v postranních lodích pocházejí ze 14. století, tři západní pole jsou z roku 1415, transept a chór z druhé poloviny 13. století. Chór byl zasvěcen v roce 1283. Tato část budovy je zpracována s výjimečnou péčí. Opěrné pilíře vchodu z kruhového náměstí byly kdysi opatřeny velkými sochami, částečně poplatnými slohu fasády ve Štrasburku. Tato díla jsou dnes v muzeu v Haguenau. Pečlivost výstavby se projevila u složitých flamboyantních kleneb dvou úchvatných kaplí: jižní kaple svatého Jakuba (1496) a na severu kaple Saint-Jean, vystavěná mistrem Stuckartem (1517). V chrámu jsou i díla (jedno 14 m vysoké) Friedricha Hammera (1523).
Severně od města se nachází rozlehlý lesní porost, Forêt de Haguenau. V něm je kaple Saint-Arbogast, tento svatý byl první štrasburský biskup a svatý ochránce proti zemdlelosti.
V červenci se v obci Schirrhein (východně) konává slavnost Kôhlerfest, v prvním týdnu v září pak slavnost chmele Hopfenfest.

## Známí rodáci
Sébastien Loeb (* 1974), jezdec rally

## Partnerská města
- Landau in der Pfalz, Německo

Haguenau
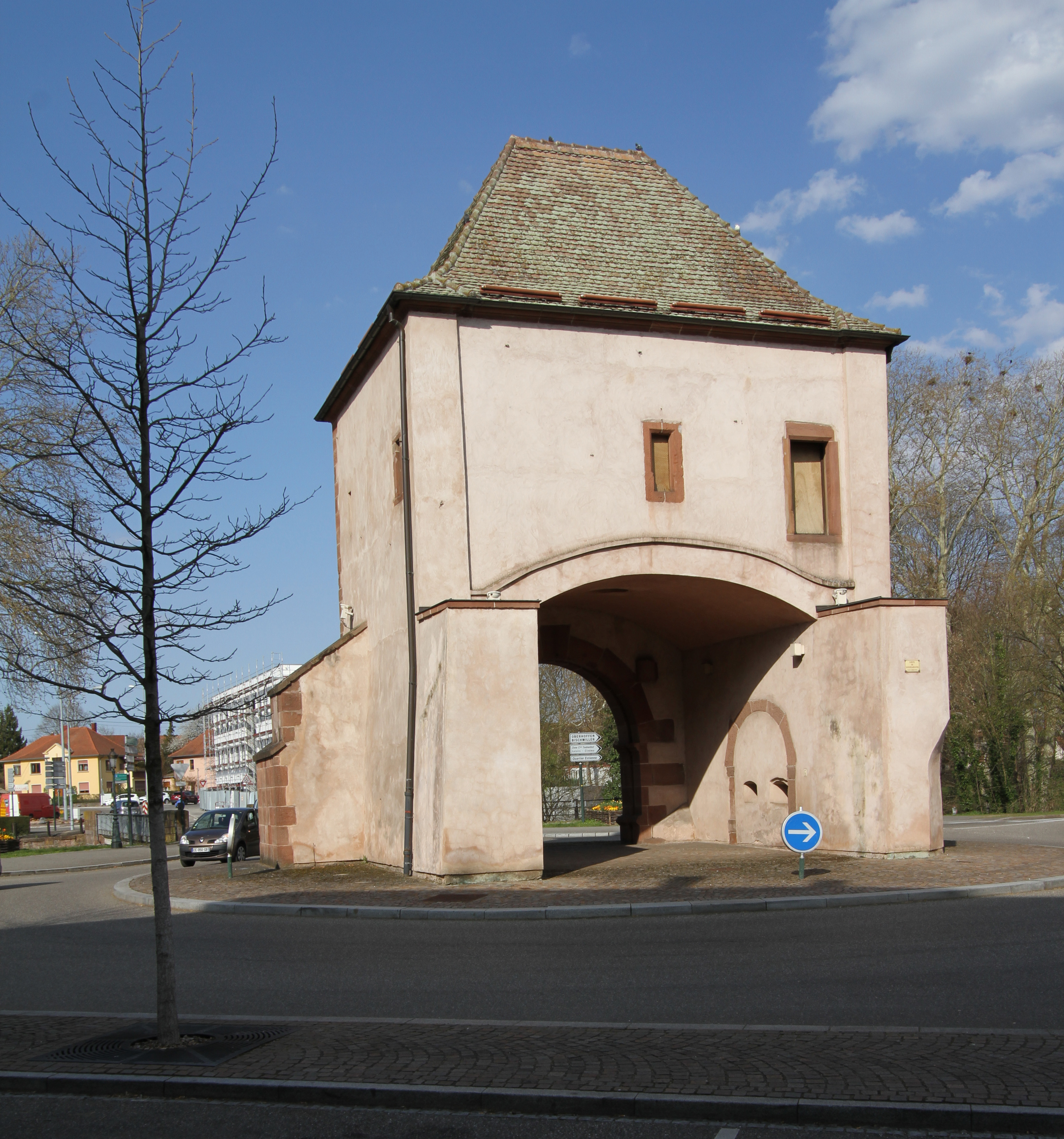
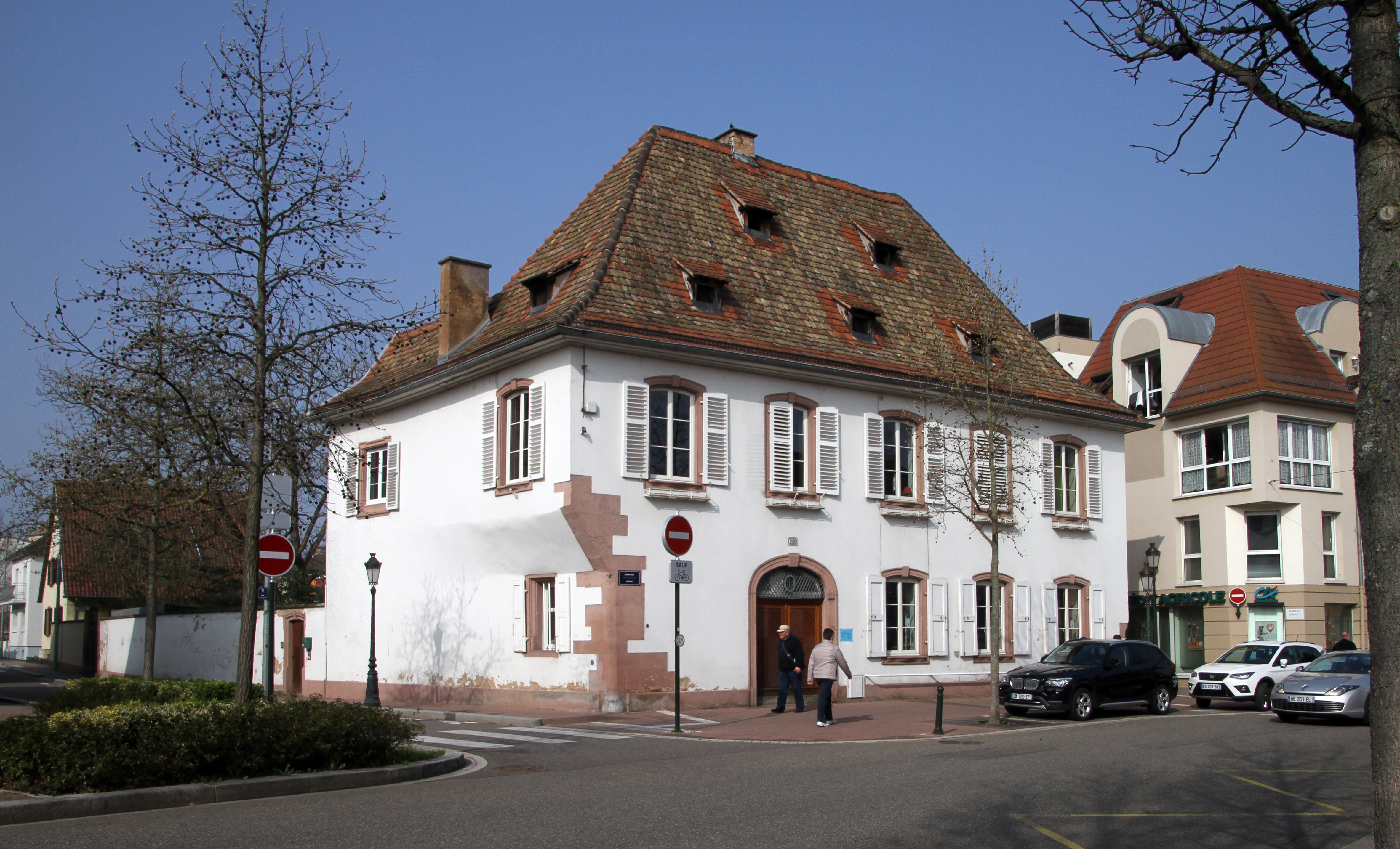
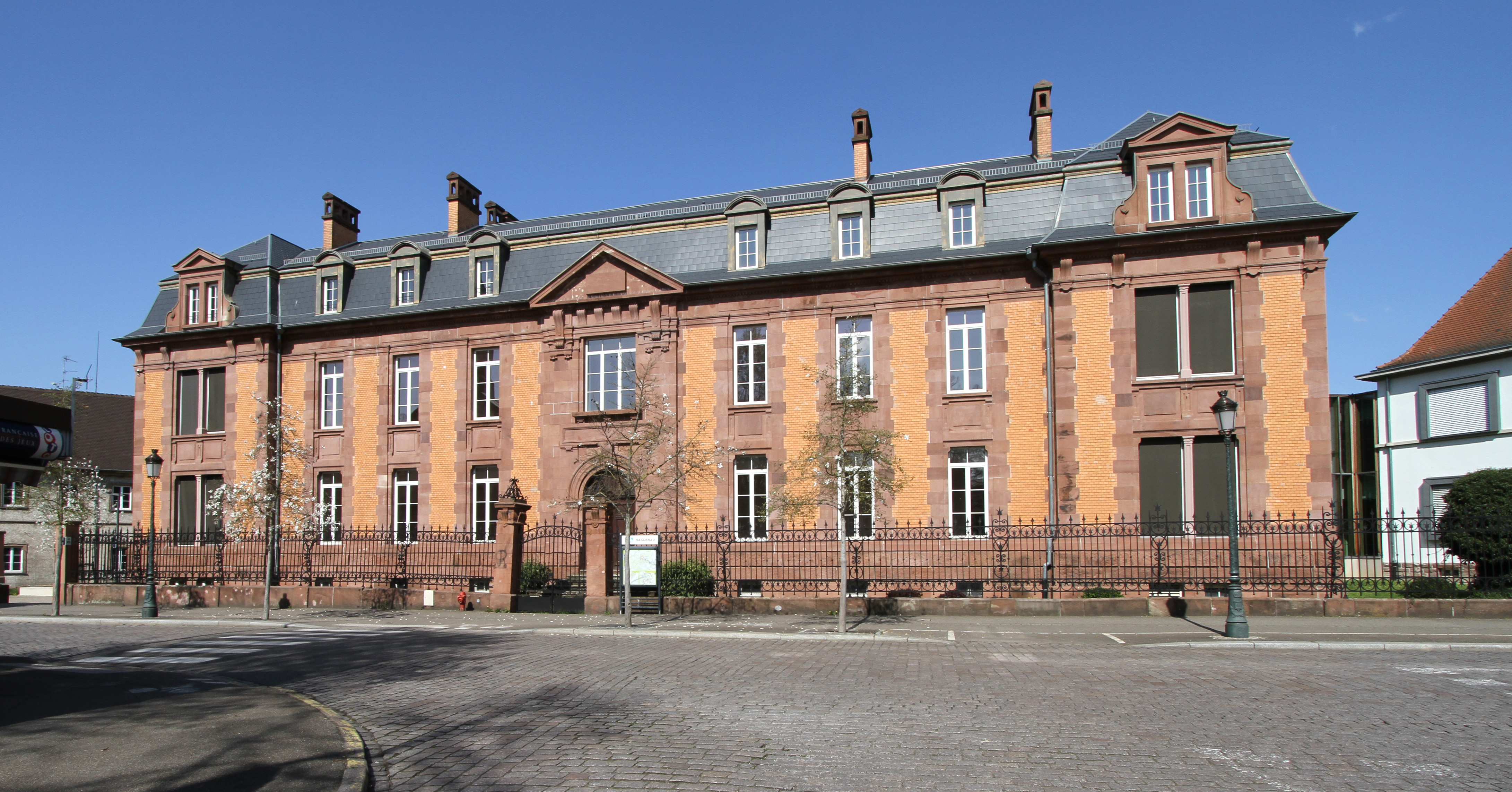
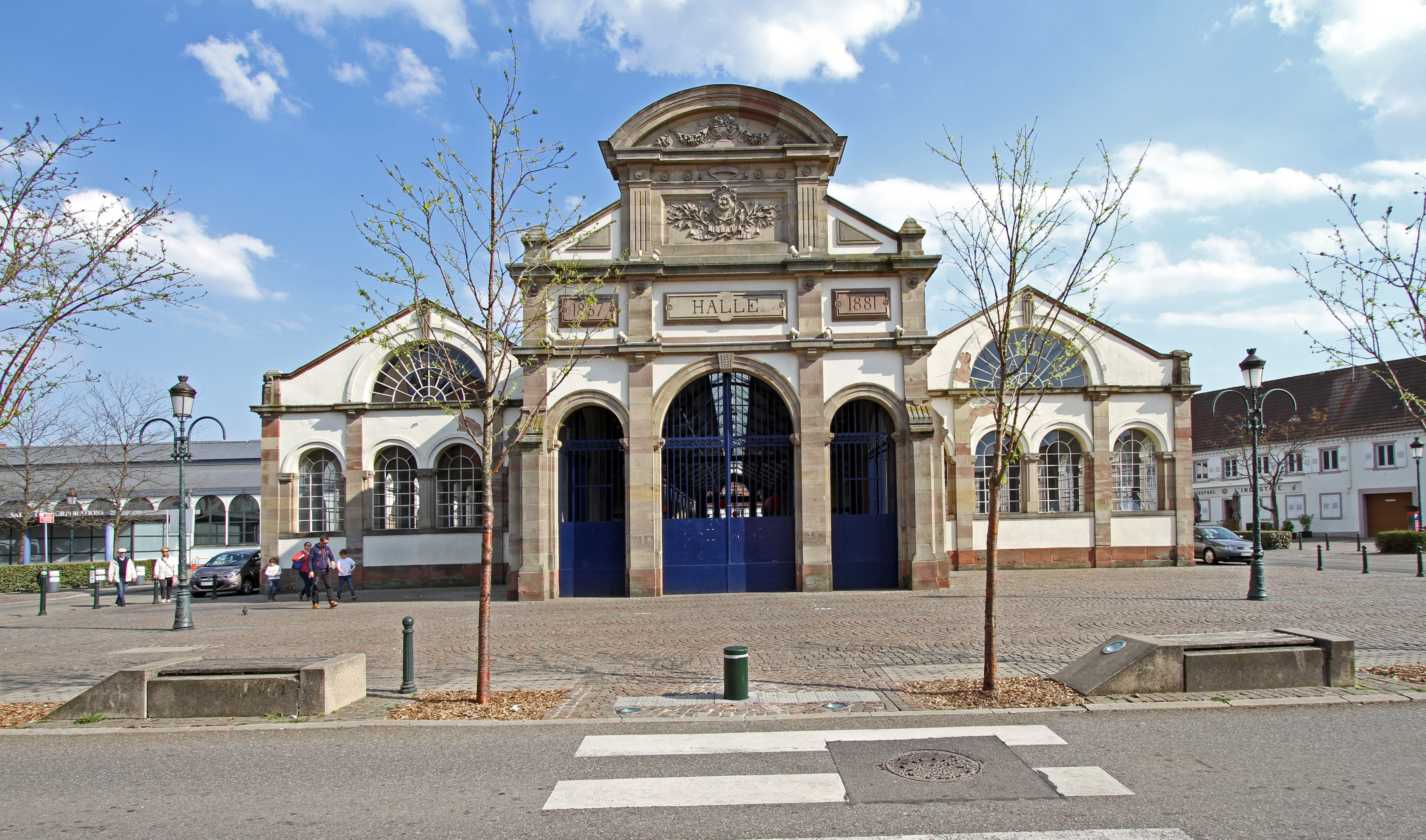
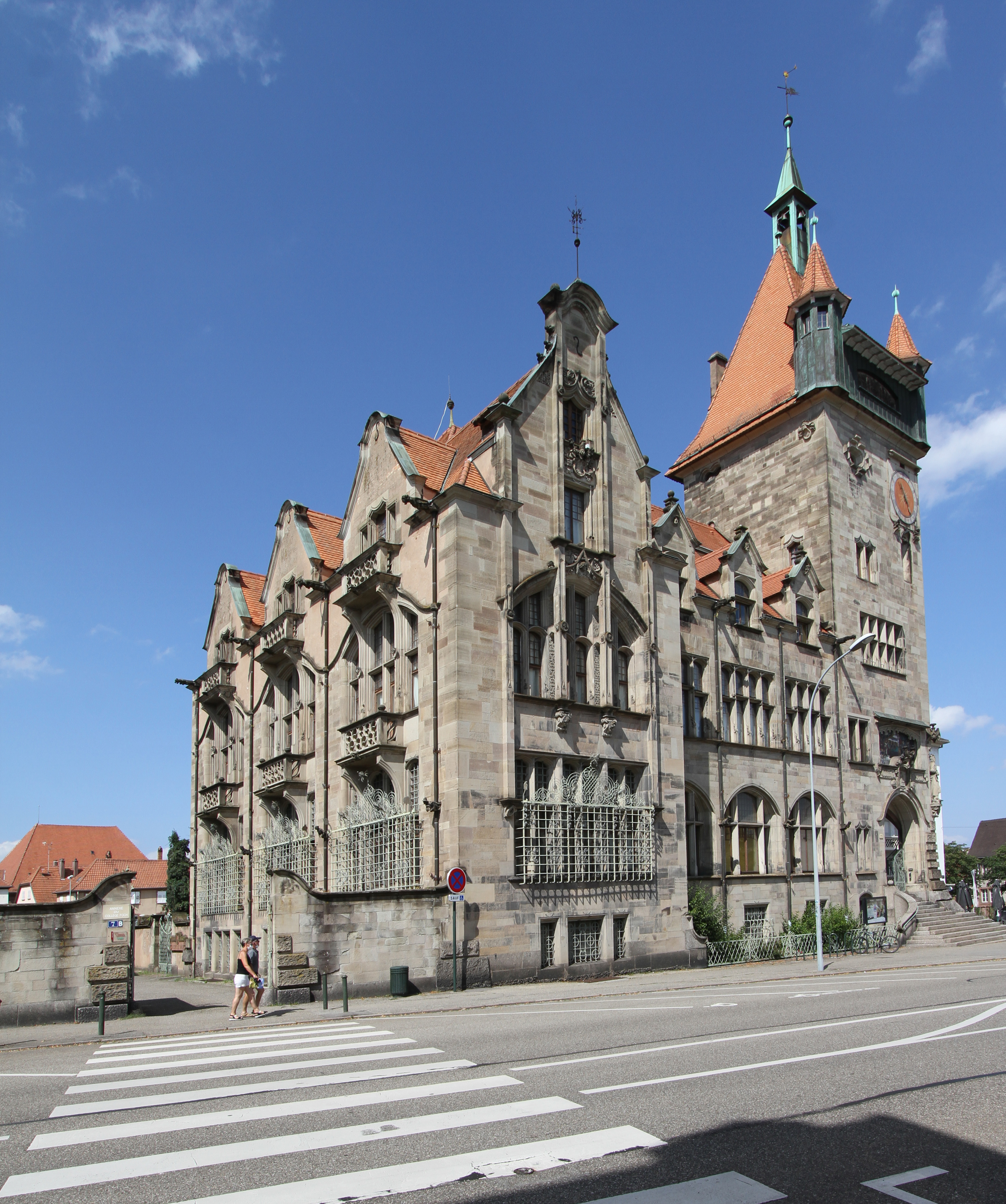
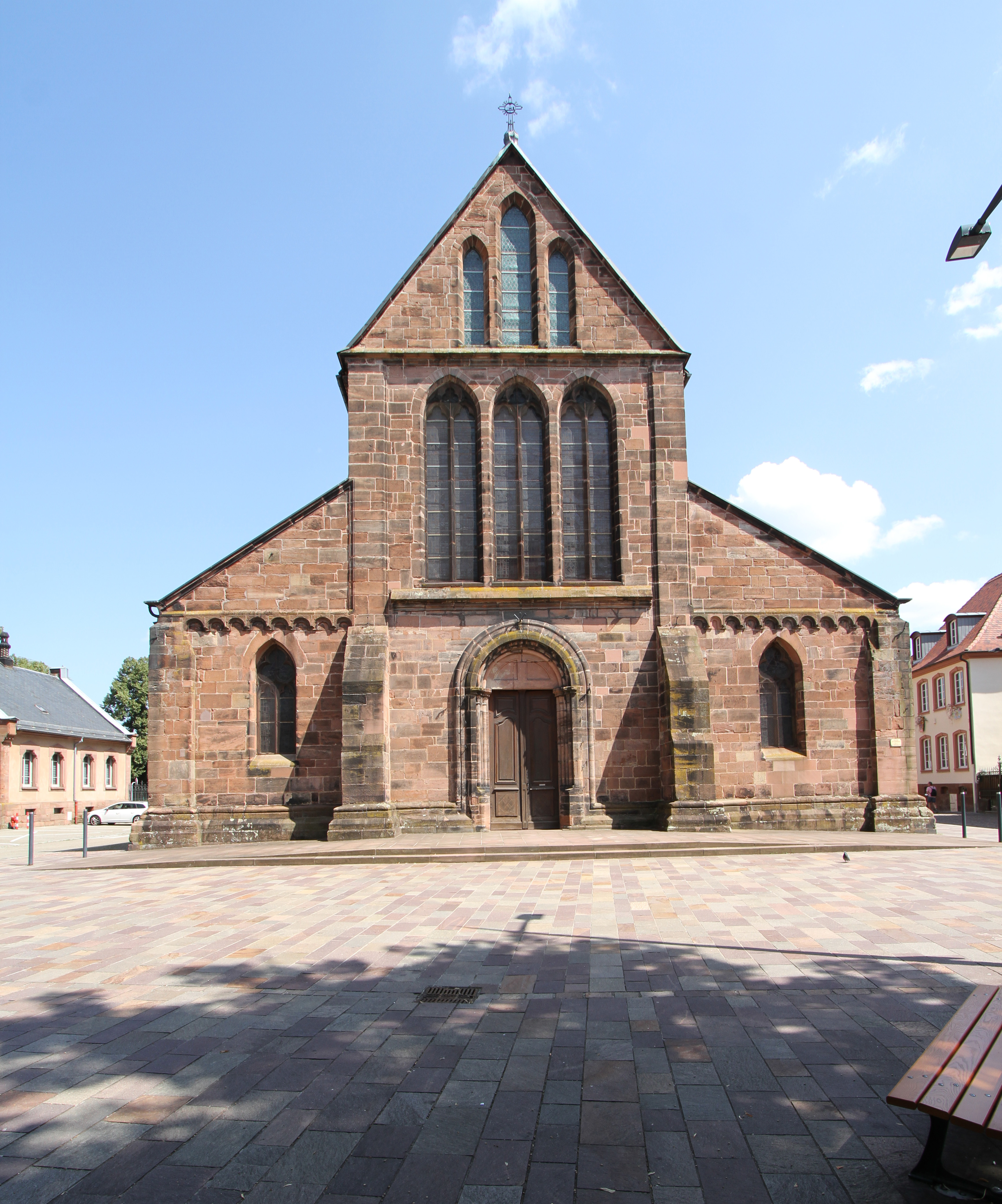
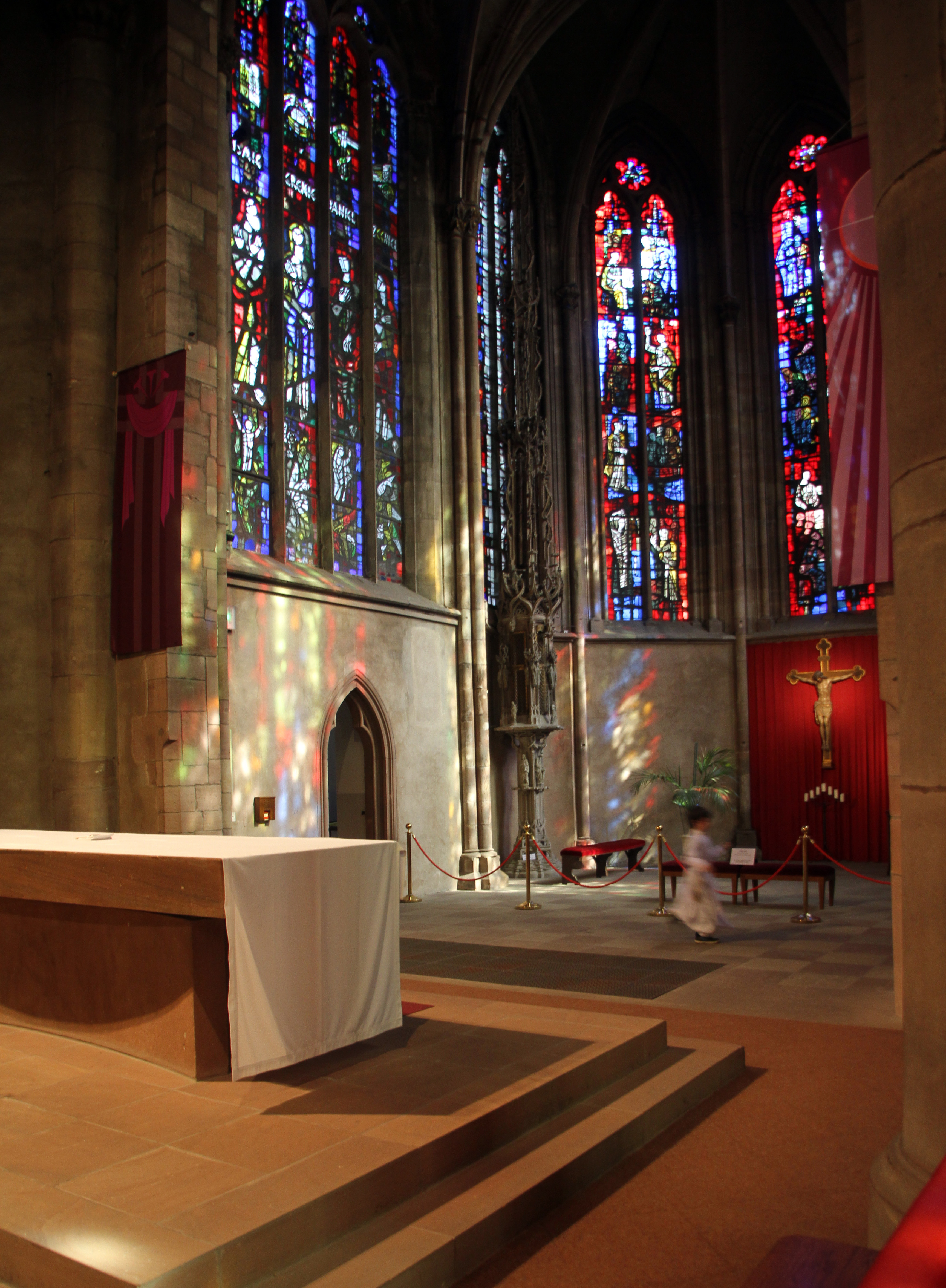
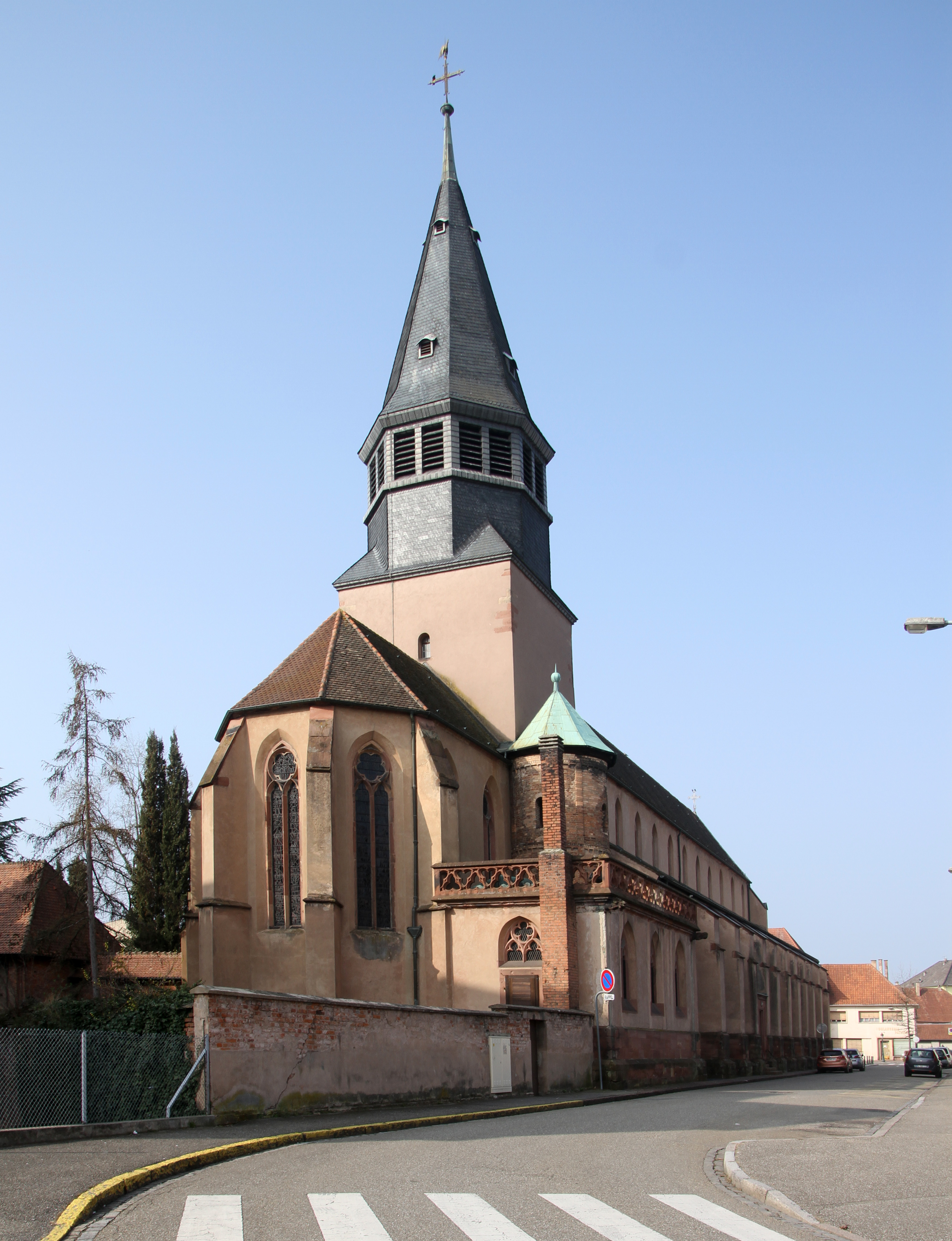
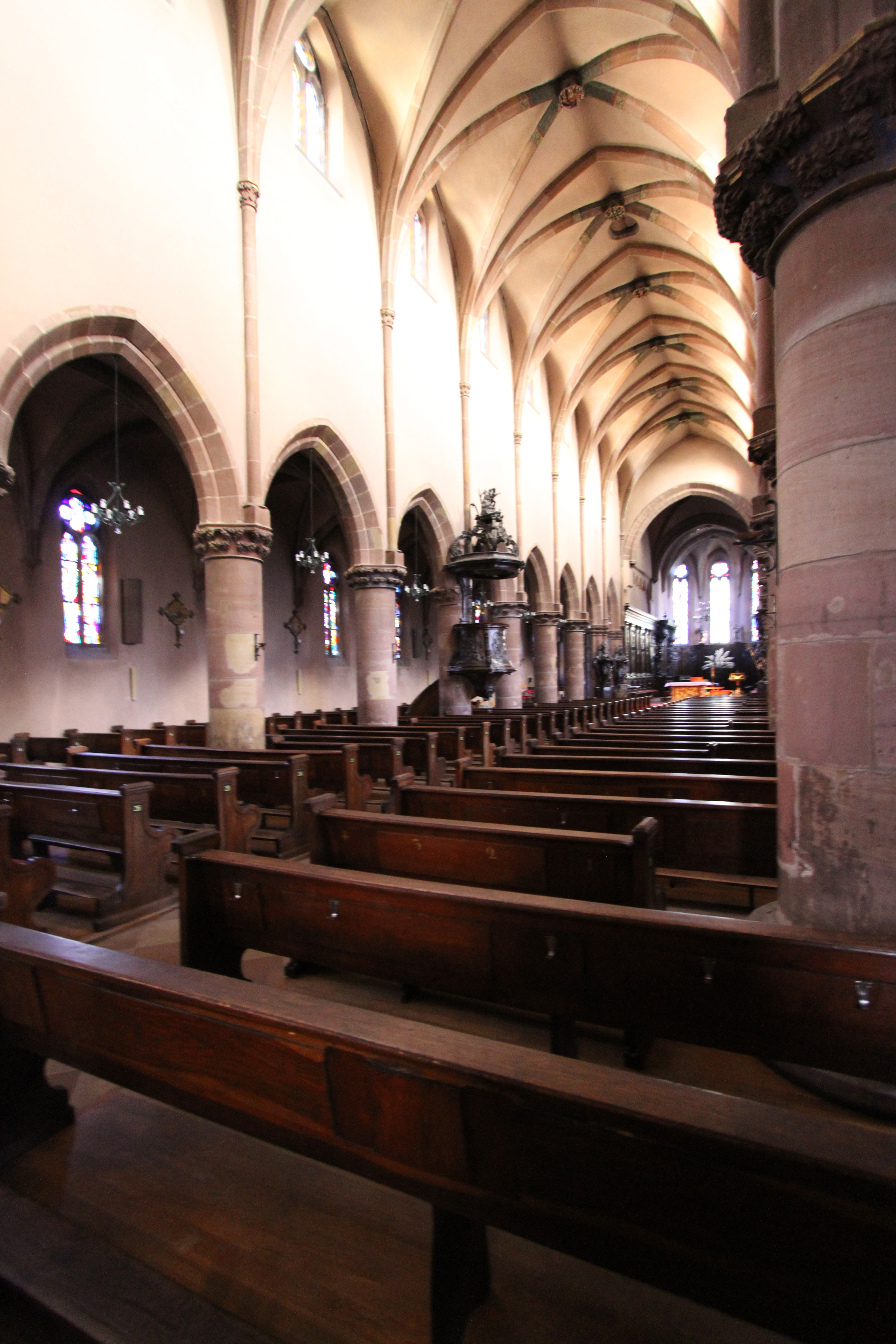
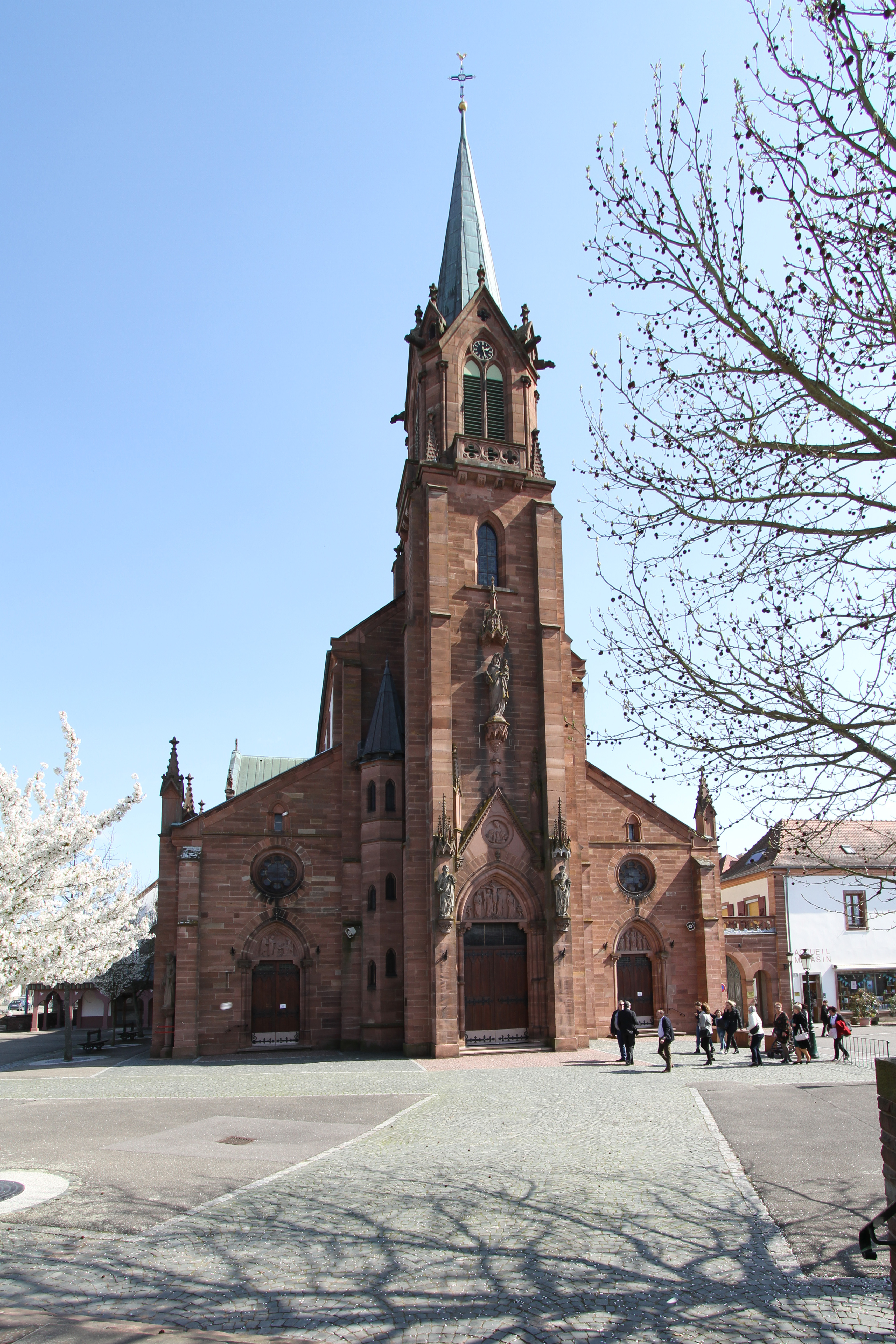